# Juran

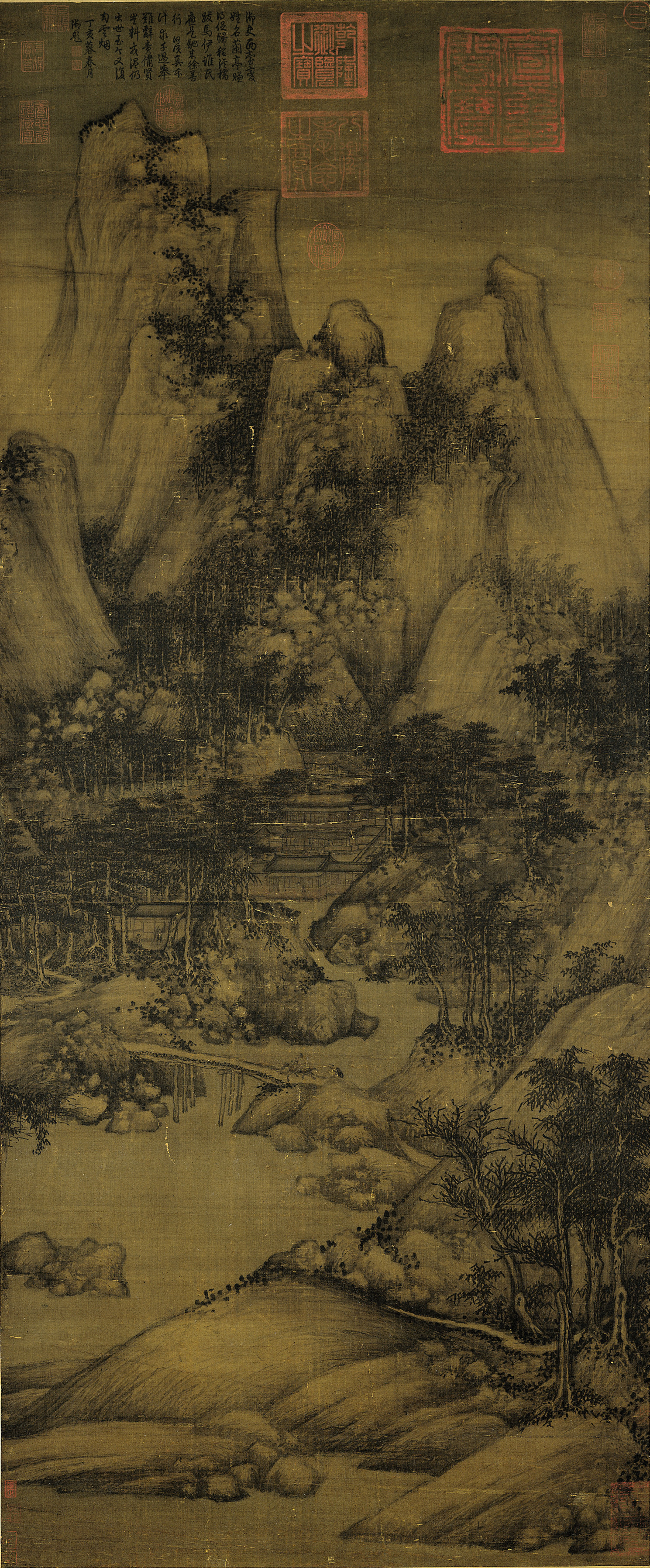
Xiao verkrijgt de rol van de orchideepaviljoen middels bedrog - hangende rol met gewassen inkt en kleur op zijde, collectie Nationaal Paleismuseum

Juran (巨然) was een Chinees kunstschilder die rond 960 tot 985 actief was, tijdens de late periode van de Vijf Dynastieën en Tien Koninkrijken en de vroege Song-periode. Juran was een boeddhistische bijnaam, zijn werkelijke naam is niet bekend.

## Biografie
Er is weinig bekend over het leven van Juran. Hij was een inwoner van Chiang-Ning, een plaats nabij het huidige Nanking, en was een leerling van de kunstschilder Dong Yuan. Juran werkte als hofschilder aan het hof van de Zuidelijke Tang (937–975) in Jinling, het huidige Nanking. Toen de Song-dynastie aan de macht kwam, verhuisde het hof naar de nieuwe hoofdstad in Bianjing, het huidige Kaifeng. Juran kreeg zijn nieuwe functie aan het Song-hof en verhuisde naar een boeddhistische tempel, waar hij zowel woonde als werkte.

## Werken
Jurans shan shui-landschappen in gewassen inkt zijn uitgevoerd in de populaire schildersstijl van de Song-hofschilders. Terwijl Dong Yuan naam maakte met zijn weidse landschappen, maakte Juran hoge, verticale schilderwerken met afbeeldingen van hoge bergen.
Slechts een aantal bewaard gebleven werken zijn aan Juran toegeschreven, allen uit de Song-periode. Het gebruik van ronde contouren en zachte penseelstreken vertonen nog de invloed van Dong Yuan, net als de nevelige bergtoppen in spaarzaam gebruikte inkt. Een van Jurans bekendste werken in zijn tijd, de muurschildering Ochtendlandschap van nevel en mist, is verloren gegaan.
Jurans schilderstijl beïnvloedde een groot aantal latere meesters, waaronder Huang Gongwang (1269–1354), Wu Zhen (1280–1354), Wang Meng (1308–1385) en Shen Zhou (1427–1509).
- International Standard Name Identifier: 0000 0000 6327 2207
- Library of Congress Control Number: n79048143
- Nationale bibliotheek van Australië: 36596745
- Trove: 1314403
- Virtual International Authority File: 13585499
- WorldCat: E39PBJr3pBjbXxFBxJ38Rq8Qv3